# Nadija Kodola
Nadija Romanivna Kodola (ukrainska: Надія Романівна Кодола), född 27 september 1989 i Mykulytjyn, Ivano-Frankivsk oblast, Sovjetunionen (numera Ukraina), är en volleybollspelare (motstående spiker).
Hon var med i det ungdomslag som vann U18-EM 2005. Hon har deltagit med Ukrainas damlandslag i volleyboll vid EM 2011, 2017, 2019, 2021 och 2023. Kodola har på klubbnivå spelat med VK Halytjanka Ternopil (2002-2011), VK Chimik (2011-2015), RC Cannes (2015-2018), CSM București (2018-2019), RC Cannes (2019-2020), Zjetisy Taldyqorghan (2020-2021), VK Altaj (2021-2022) och Bolu BSK (2022-).